# 圖西德火山
圖西德火山是中部非洲國家乍得的火山，是提貝斯提高原最西端的火山，佔地約6,000平方公里，最高點海拔高度3,265米，位於西坡寬14公里的破火山口，在更新世形成。

## 外部連結
- National Aeronautics and Space Administration（页面存档备份，存于）
- Global Volcanism Program （页面存档备份，存于）
- High-resolution NASA photograph